# Proctorville (Carolina del Nord)
Proctorville è un comune degli Stati Uniti d'America, situato in Carolina del Nord, nella contea di Robeson.